# Антроповы Ямы

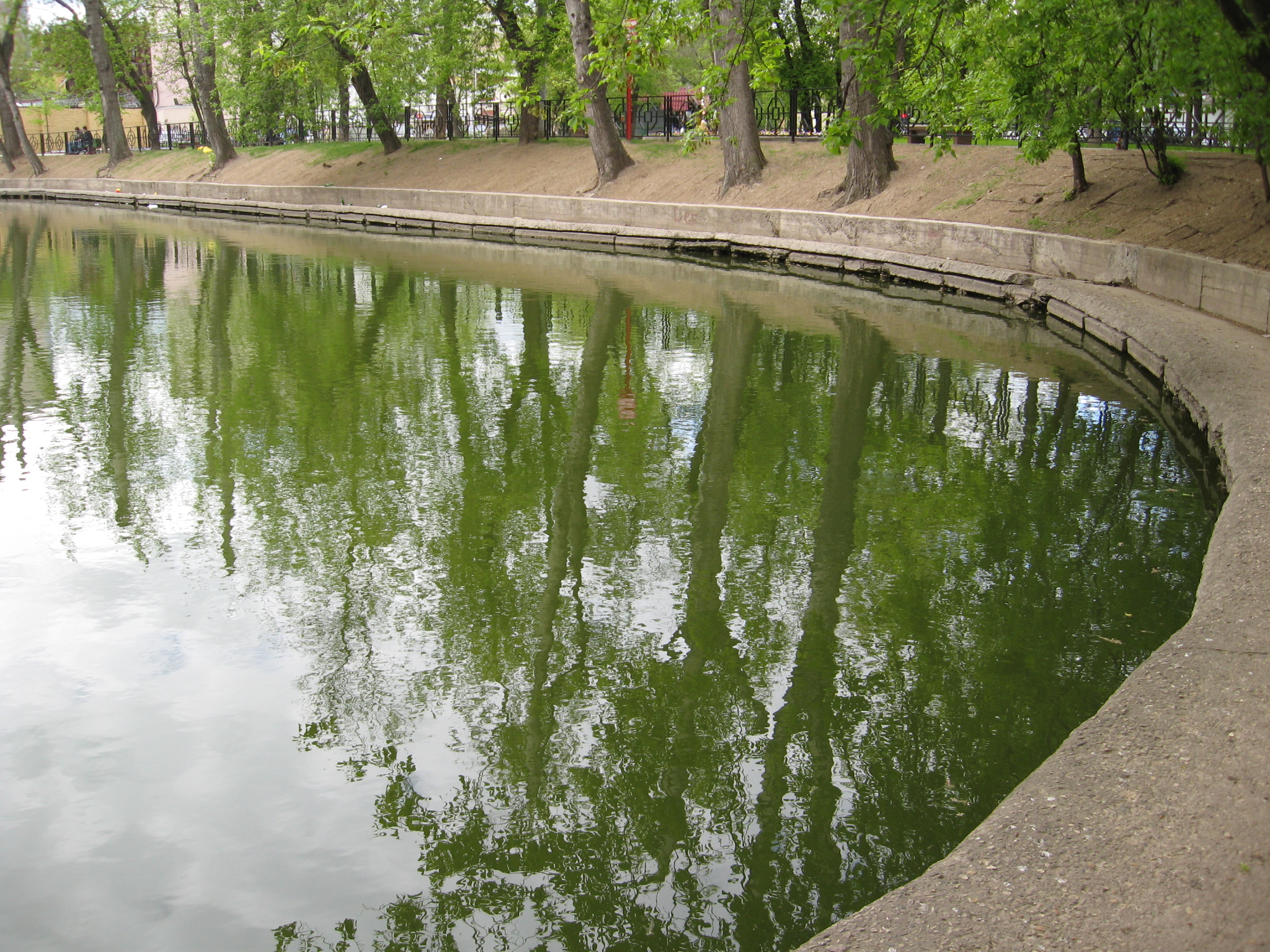
Пруд в сквере «Антропова яма», 2008 год

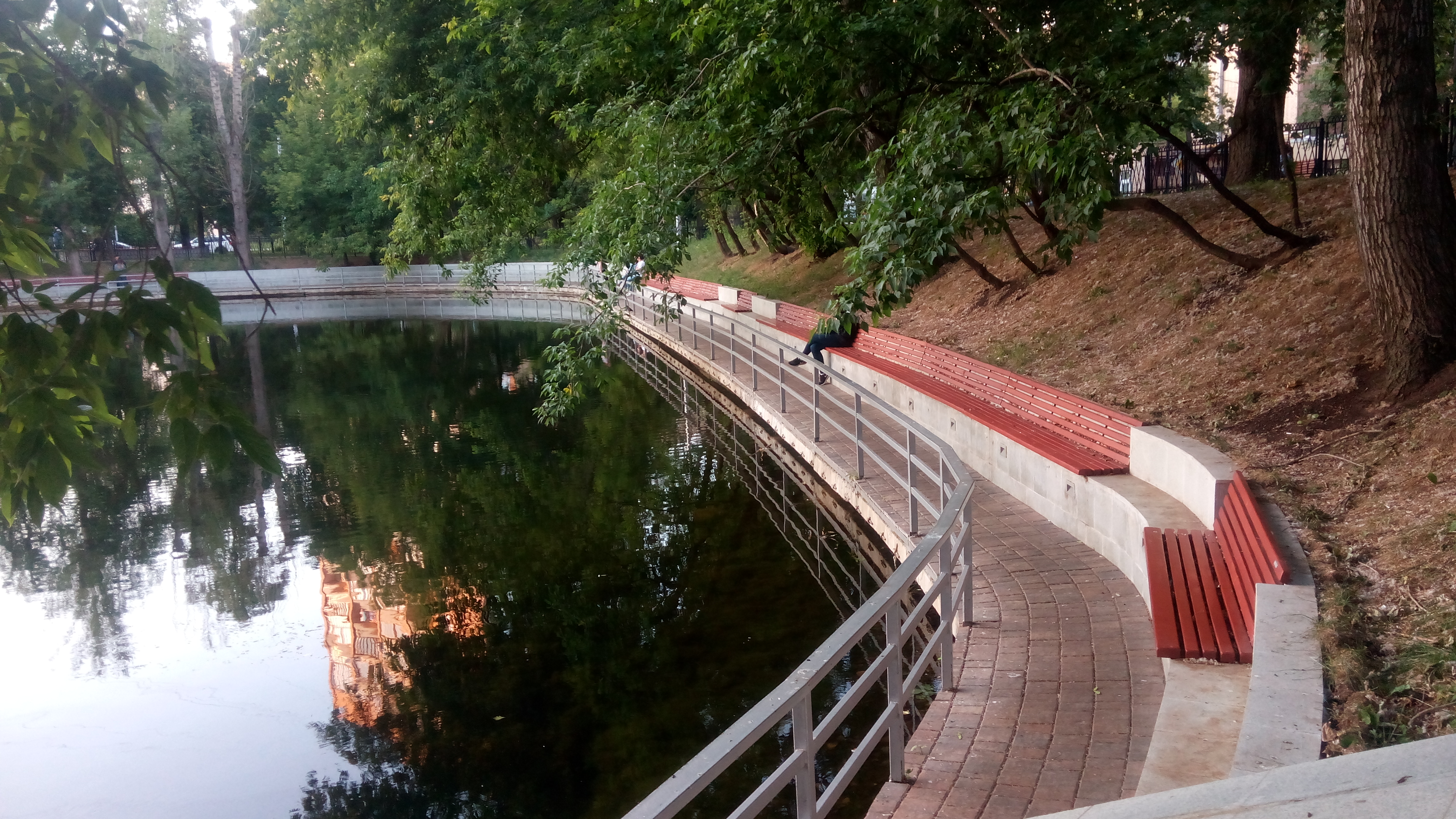
Набережная вдоль Антроповского пруда, 2018 год

Антроповы Ямы — название местности в Москве в XIX — начале XX века в районе современной Селезнёвской улицы. В настоящее время имя местности сохранилось в названии природного комплекса № 102 ЦАО — сквер «Антропова яма».
Местность была названа по фамилии первого арендатора и вначале состояла из пустыря и прудов, используемых для разведения рыбы. Кроме того, воду из этих прудов использовали для парных на Селезнёвской улице. До наших дней сохранился лишь один Селезнёвский пруд, также известный как Антропов (Антроповский) или «Антропова яма».
До 1980-х годов существовали 1-й и 2-й Антроповские переулки, до 1922 года известные как Иверский и Крестовский проезды соответственно. Свои названия проезды получили от названий скитов Воскресенского монастыря на Истре, так как этому монастырю первоначально принадлежала земля, по которой были проложены проезды.
Местность связана с историей московского театра, именно здесь в конце XIX века М. В. Лентовский создал свой театральный Сад «Эрмитаж», здесь же летом 1903 года открылся (и быстро прогорел) основанный Е. Ф. Бауэром «Новый Театр-буффо и сад Бауэра».